# Gallegos del Río
Gallegos del Río è un comune spagnolo di 647 abitanti situato nella comunità autonoma di Castiglia e León.
Il comune comprende le località di: Domez, Flores, Gallegos del Río (capoluogo), Lober, Puercas, Tolilla e Valer.